# 관악구 을
서울 관악구 을은 대한민국의 국회의원 선거구이다. 서울특별시 관악구 일부 지역을 관할한다. 현 지역구 국회의원은 더불어민주당의 정태호이다.

## 역사
1988년 대한민국 제13대 국회의원 선거를 앞두고 신설되었다. 신설 당시 신림동 일대가 관악구 을로 묶였고, 나머지 봉천동과 남현동은 관악구 갑으로 묶였다. 
2012년 제19대 국회의원 선거를 앞두고 신림동의 각 동에 이름이 붙여져 신사동, 조원동, 미성동, 난곡동, 난향동, 서원동, 신원동, 서림동, 삼성동, 대학동으로 바뀌었다.

## 관할 구역
| 대수      | 관할 구역 |
| --------- | --- |
| 13대      | 관악구 신림본동, 신림1동, 신림2동, 신림3동, 신림4동, 신림5동, 신림6동, 신림7동, 신림8동, 신림9동, 신림10동, 신림11동            |
| 14대      | 관악구 신림본동, 신림1동, 신림2동, 신림3동, 신림4동, 신림5동, 신림6동, 신림7동, 신림8동, 신림9동, 신림10동, 신림11동, 신림12동  |
| 15대~18대 | 관악구 신림본동, 신림1동, 신림2동, 신림3동, 신림4동, 신림6동, 신림7동, 신림8동, 신림9동, 신림10동, 신림11동, 신림12동, 신림13동 |
| 19대~     | 관악구 신사동, 조원동, 미성동, 난곡동, 난향동, 서원동, 신원동, 서림동, 삼성동, 대학동                                           |

## 역대 국회의원
| 선거   | 정당 | 정당           | 의원   |
| ------ | ---- | -------------- | ------ |
| 1988년 |      | 평화민주당     | 이해찬 |
| 1992년 |      | 민주당         | 이해찬 |
| 1996년 |      | 새정치국민회의 | 이해찬 |
| 2000년 |      | 새천년민주당   | 이해찬 |
| 2004년 |      | 열린우리당     | 이해찬 |
| 2008년 |      | 통합민주당     | 김희철 |
| 2012년 |      | 통합진보당     | 이상규 |
| 2015년 |      | 새누리당       | 오신환 |
| 2016년 |      | 새누리당       | 오신환 |
| 2020년 |      | 더불어민주당   | 정태호 |
| 2024년 |      | 더불어민주당   | 정태호 |

## 역대 선거 결과

### 대한민국 제13대 국회의원 선거
|  | 31.18% |

|  | 27.12% |

|  | 24.21% |

|  | 14.56% |

|  | 2.91% |

### 대한민국 제14대 국회의원 선거
|  | 44.69% |

|  | 30.99% |

|  | 15.60% |

|  | 3.56% |

|  | 2.57% |

|  | 1.36% |

|  | 1.19% |

### 대한민국 제15대 국회의원 선거
|  | 44.74% |

|  | 32.99% |

|  | 10.96% |

|  | 8.13% |

|  | 3.15% |

### 대한민국 제16대 국회의원 선거
|  | 47.48% |

|  | 33.82% |

|  | 8.41% |

|  | 4.69% |

|  | 3.08% |

|  | 2.49% |

### 대한민국 제17대 국회의원 선거
|  | 41.11% |

|  | 33.32% |

|  | 13.38% |

|  | 11.33% |

|  | 0.83% |

### 대한민국 제18대 국회의원 선거
|  | 46.50% |

|  | 41.53% |

|  | 7.79% |

|  | 2.43% |

|  | 1.09% |

|  | 0.63% |

### 대한민국 제19대 국회의원 선거
|  | 38.24% |

|  | 33.28% |

|  | 28.47% |

### 2015년 대한민국 재보궐선거
|  | 43.89% |

|  | 34.20% |

|  | 20.15% |

|  | 0.91% |

|  | 0.74% |

|  | 0.09% |

### 대한민국 제20대 국회의원 선거
|  | 37.05% |

|  | 36.35% |

|  | 23.47% |

|  | 1.91% |

|  | 1.20% |

### 대한민국 제21대 국회의원 선거
|  | 53.90% |

|  | 41.71% |

|  | 1.59% |

|  | 1.10% |

|  | 0.79% |

|  | 0.46% |

|  | 0.43% |

### 대한민국 제22대 국회의원 선거
|  | 57.97% |

|  | 38.83% |

|  | 3.18% |

## 같이 보기
- 관악구
- 서울특별시의 선거구